# Comores nos Jogos Olímpicos de Verão de 2012
Comores enviou uma equipe de três atletas para competir nos Jogos Olímpicos de Verão de 2012, em Londres, na Grã-Bretanha.

## Desempeho

### Atletismo
Masculino
| Atleta             | Evento | Preliminares | Preliminares | Final | Final   |
| Atleta             | Evento | Marca        | Posição      | Marca | Posição |
| ------------------ | ------ | ------------ | ------------ | ----- | ------- |
| Maoulida Daroueche | 400 m  |              |              |       |         |

Feminino
| Atleta       | Evento | Preliminares | Preliminares | Semifinal | Semifinal | Final | Final   |
| Atleta       | Evento | Marca        | Posição      | Marca     | Posição   | Marca | Posição |
| ------------ | ------ | ------------ | ------------ | --------- | --------- | ----- | ------- |
| Feta Ahamada | 100 m  |              |              |           |           |       |         |

### Natação
Feminino
| Atleta(s)         | Evento      | Eliminatórias | Eliminatórias | Semifinal   | Semifinal   | Final       | Final       |
| Atleta(s)         | Evento      | Tempo         | Posição       | Tempo       | Posição     | Tempo       | Posição     |
| ----------------- | ----------- | ------------- | ------------- | ----------- | ----------- | ----------- | ----------- |
| Ayouba Ali Sihame | 100 m livre | 1min14s40     | 48º           | Não avançou | Não avançou | Não avançou | Não avançou |